# Systoechus chlamydicterus
Systoechus chlamydicterus är en tvåvingeart som beskrevs av Hesse 1938. Systoechus chlamydicterus ingår i släktet Systoechus och familjen svävflugor. Inga underarter finns listade i Catalogue of Life.